# 宮城県立気仙沼支援学校
宮城県立気仙沼支援学校（みやぎけんりつ けせんぬましえんがっこう）は、宮城県気仙沼市松崎柳沢にある県立特別支援学校。

## 沿革
- 1984年（昭和59年）4月1日 - 宮城県立気仙沼養護学校として開校。小学部・中学部を設置。
- 1985年（昭和60年）4月1日 - 校歌制定。
- 1989年（平成元年）4月1日 - 高等部設置。
- 2009年（平成21年）4月1日 - 宮城県立気仙沼支援学校に校名変更。

## 学部
- 小学部
- 中学部
- 高等部

## アクセス
- JR利用の場合、気仙沼駅、南気仙沼駅からタクシーで約10分。
- 東北自動車道利用の場合、一関IC、若柳金成ICから車で約1時間30分程度。